# Planet Nemo Animation
Planet Nemo Animation est une société de production et de distribution d'animation française fondée en 2004. Elle est une filiale d'Ankama.

## Productions

### Séries
- 2005 : Bali
- 2006 : Mila raconte mille et une histoires
- 2007 : Manon
- 2008 : Nelly et César
- 2010 : Petit Lapin Blanc
- 2012 : Groove High
- 2014 : T'es où, Chicky ?
- 2019 : Abraca
- 2023 : La Dernière Aventure du Comte Lance Dur